# Рюкюский мон
Рюкюский мон —  валюта, использовавшаяся на островах Рюкю. Денежная система Рюкюань была основана на китайской, как и во многих странах синосферы, с мон (文), выступающим в качестве базовой единицы, так же, как и с японским мон, вьетнамским ван и корейским мун. Как и Япония на протяжении веков, жители Рюкю часто использовали уже существующие китайские денежные монеты, когда была необходима физическая валюта.
В XIV и XV веках королевства Тюдзан и Рюкю производили собственную чеканку, но в конечном итоге вернулись к японскому мон и китайскому вэнь. Независимо от их происхождения, монеты мон оставались де-факто валютой в Королевстве Рюкю на протяжении всей истории вплоть до 1879 года, когда королевство было полностью аннексировано Японской империей, и валюта была официально заменена японской иеной. Однако даже после введения иены монеты мон продолжали циркулировать в префектуре Окинава вплоть до 1880-х годов, поскольку рюкюанцы изначально не хотели использовать монеты в японских иенах.
Вторая категория монет мон, связанных с Королевством Рюкю — это те, которые носят название Рюкю Цухо (琉球 通 寳 «Валюта Рюкю»), которые чеканились доменом Сацума, но фактически никогда не использовались в качестве обычной валюты, в королевстве Рюкю или префектуре Окинава. Вместо этого они использовались в качестве альтернативы японской монете Тэнпо Цухо и предназначались для поддержки экономики Сацума за счет дополнительной чеканки.

## Чеканка Рюкюань (XIV-XV века)
Первой монетой мон, отчеканенной в Рюкю, была Тюдзан Цухо  [джа] (中山 通 寳), которая, как говорят, была отлита между 1321 и 1395 годами Королевством Тюдзан при короле Сатто, до объединения острова Окинава в Королевство Рюкю в 1429 году. Сохранилось всего около дюжины экземпляров этой монеты, и из-за ее редкости неясно, действительно ли она когда-либо была в обращении.
Первыми монетами, отчеканенными объединенным Королевством Рюкю, были монеты Тайсэ Цухо  [джа] (大世 通 寳), выпущенные в 1454 году при короле Сё Тайкю.  Вскоре после этого были выпущены монеты Sekō Tsūhō (世高通寳), которые были впервые отчеканены в 1461 году во время правления короля Shō Toku. Обе эти монеты были созданы с использованием монет династии Мин Юнлэ Тунбао (永樂 通 寳), соскобленных иероглифов永 樂 и заменивших их либо大世для Тайсэ Цухо, либо世高 для Секо Цухо, а затем использовать результат в качестве материнской монеты. Поскольку медь сжимается при охлаждении, Секо Цухо был меньше китайского Юнлэ Тунбао. Первоначально Секо Цухо был отлит, чтобы компенсировать нехватку валюты, часто приписываемую безрассудной политике и высоким государственным расходам, таким как дорогостоящее вторжение короля Сё Току на остров Кикай в 1460-х годах. 
После того, как король Сё Току был свергнут в результате государственного переворота, на престол взошла Вторая династия Сё. При первом короле династии Сё Эне (годы правления 1469–1476), последней монете, отчеканенной королевством Рюку, Кин'эн Ёхо (金圓 世寳) был отчеканен в 1470 году, хотя и не в большом количестве суммы, поскольку чеканка династии Мин использовалась более широко. После этого Королевство Рюкю прекратило производство собственных монет мон и полагалось исключительно на импортированные японские мон и китайские вэни в качестве основной валюты обмена.
Несмотря на небольшой размер королевства Рюкю, монеты Тайсэ Цухо и Секо Цухо не являются редкостью и, как известно, регулярно находят на индонезийских островах Ява и Суматра из-за международного характера этих монет и успеха Рюкюанская морская торговля. Монеты Кинэн Ёхо встречаются значительно реже, а монеты Тюдзан Цухо невероятно редки.
Помимо монеты Тюдзан Цухо, которая упоминается в записях XVII века, не существует никаких официальных записей о производстве этих монет Рюкю, поэтому иногда ставится под сомнение, что эти монеты действительно были произведены Королевством Рюкю.

## Рюкю Цухо (с 1862 г.)
Начиная с 1862 года, даймё Симадзу Нариакира из области Сацума заказывал производство монет, известных как Рюкю Цухо (琉球通宝, «Валюта Рюкю»). Как следует из названия, монеты якобы предназначались для обращения в Королевстве Рюкю , которое было вассалом области Сацума. Однако на самом деле монеты так и не были представлены в Королевстве Рюкю, которое продолжало использовать японские и китайские наличные монеты. Вместо этого монеты Рюкю Цухо были средством для домена Сацума производить дополнительную валюту для борьбы с дефицитом государственного бюджета, обходя ограничение сёгуната Токугава на чеканку валюты, такой как Тенпо Цухо., который мог быть законно произведен только на Монетном дворе Эдо. Эти усилия увенчались успехом, и вскоре после производства Рюкю Цухо получили широкое распространение не только в Сацуме, но и в других провинциях Японии. В общей сложности с 1862 по 1865 год было отчеканено около миллиона монет Рю на сумму около одного миллиона рюкюаньских монет.